# Фирус, Шейн
Шейн Фирус (англ. Shane Firus; род. 21 февраля 1994, Ванкувер, Канада) — ирландский, ранее канадский фигурист в танцах на льду, выступающий в паре с Каролан Сусисс. Они — серебряные призёры чемпионата четырёх континентов (2018), бронзовые призёры чемпионата Канады (2020), чемпионы Ирландии (2023).
По состоянию на 10 мая 2024 года танцевальная пара занимает 19-е место в рейтинге Международного союза конькобежцев (ИСУ).

## Биография
Шейн Фирус родился 21 февраля 1994 года в Ванкувере. Он изучал бизнес и маркетинг в университете Джорджии. Он младший брат канадского одиночника Лиама Фируса. Шейн женился на Каролан Сусисс в феврале 2024 года.

## Карьера

### Ранние годы
Шейн начал учиться кататься на коньках в 2001 году. Он объединился в пару с Кэлен Далмер в мае 2008 года. Эту пару тренировали Род Маки и Шей Зукивски, прежде чем они присоединились к Меган Винг и Аарону Лоу в Бернаби
. Они участвовали в двух юниорских Гран-при ИСУ (в 2011 и 2012 годах) и выиграли бронзовую медаль на юниорском чемпионате Канады в 2013 году. В этом же году пара распалась.
Шейн Фирус и Лорен Коллинз впервые попробовали вместе потренироваться в феврале 2014 года и договорились встать в пару в мае этого же года. Они решили тренироваться в Барри под руководством Дэвида Ислама, Келли Джонсон и Джеймса Каллана. Коллинз и Фирус финишировали шестыми на юниорском Гран-при в Японии и выиграли серебро юниорского чемпионата Канады в январе 2015 года. После перехода на взрослый уровень они заняли пятое место на турнире серии «Челленджер» Nebelhorn Trophy и десятое место на чемпионате Канады.

### 2016/2017: первый сезон с Каролан Сусисс
Новой партнёршей Шейна стала Каролан Сусисс. Они решили тренироваться в Монреале под руководством Мари-Франс Дюбрей и Патриса Лозона. Международный дебют пришёлся на турнир Autumn Classic International, где они стали седьмыми. Такой же результат они показали международном кубке Ниццы. На чемпионат Канады Каролан и Шейн стали четвёртыми.

### 2017/2018: серебро чемпионата четырёх континентов, дебют на чемпионате мира
Сусисс / Фирус выступили на двух турнирах серии «Челленджер», заняв пятое место на U.S. International Figure Skating Classic и четвёртое на Finlandia Trophy. В октябре они дебютировали на этапах Гран-при, получив место хозяев на Skate Canada, где заняли седьмое место.
В январе они заняли третье место в коротком танце, четвёртое в произвольном танце и четвертое в общем зачёте на чемпионат Канады. Благодаря этому результату и тому, что канадская федерация решила не отправлять олимпийский состав на чемпионат четырёх континентов, Каролан и Шейн отправились на это событие. Канадцы заняли третье место в короткой танце и второе в произвольном танце, что принесло им серебряную медаль этого турнира. [10] Фирус сказал, что они были «в восторге» от результата, добившись своей цели - медали.
После зимних Олимпийских игр Тесса Вертью и Скотт Мойр снялись с чемпионата мира, который в марте стартовал в Милане. Сусисс и Фирус в качестве первых запасных заняли это, дебютировав на чемпионате мира. Они заняли одиннадцатое место в коротком танце, четырнадцатое в произвольном танце и четырнадцатое в общем зачёте.

### 2018/2019
Новый сезон пара начала домашнем «Челленджер» Autumn Classic International, где они завоевали бронзовую медаль. На своём втором «Челленджере» в Финляндии они финишировали четвёртыми, хотя после ритм=танца шли в тройке лидеров, но из-за ошибки Каролан в серии шагов на одной ноге в произвольном танце паре не удалось сохранить место на подиуме.
У дуэта в этом сезоне было два этапа Гран-при. На Skate Canada пара в ритм-танце упала на дорожке шагов, что отбросило их на девятую строчку. Впоследствии они заняли седьмое место в произвольной танце, что позволило им подняться на одну строчку вверх. На своём втором этапе в Японии они заняли пятое место, установив новый личный рекорд в произвольном танце.
После Гран-при пара решила вернуться к произвольному танцу предыдущего сезона, поскольку попурри Weeknd, которое они использовали, не принесло желаемых результатов. Они заняли четвёртое место в ритм-танце на национальном чемпионате. В произвольном танце Каролан и Шейн допустили несколько ошибок и опустились на пятое место.

### 2019/2020: бронза на чемпионате Канады
Каролан и Шейн были назначены на два турнира серии «Челленджер» в начале сезона. На Autumn Classic International они стали пятыми, а через неделю завоевали бронзовую медаль на US Classic. 
На Гран-при они стартовали седьмыми на французском этапе, где заняли седьмое место. На NHK Trophy канадцы стали восьмыми.
Поскольку товарищи по тренировкам и предполагаемые серебряные медалисты Лоранс Фурнье-Бодри и Николай Сёренсен пропустили чемпионат Канады, Сусисс и Фирус соревновались с Маржори Лажуа / Закари Лагой за серебряную медаль. Обе пары допустили ошибки в ритм-танце: Сусисс опустила свободную ногу, чтобы восстановить равновесие вовремя исполнения паттерна Финнстеп, что привело к третьему месту после первого дня соревнований. В начале произвольного танца Фирус упал, когда исполнял дорожку шагов на одном ноге, но это не помешало им стать бронзовыми призёрами национального чемпионата. На чемпионате четырёх континентов канадский дуэт стал седьмым, а Шейн вновь упал в произвольном танце.
По итогам четырёх континентов Сусисс и Фирус были названы первыми запасными канадской команды на домашний чемпионат мира, который должен был пройти в Монреале и впоследствии были добавлены в команду после того, как Фурнье-Бодри и Сёренсен не смогли участвовать в соревнованиях из-за травмы партнёра. Вскоре после этого чемпионат мира был отменен из-за пандемии COVID-19. 16 апреля 2020 года Каролан и Шейн объявили, что перейдут тренироваться в клуб фигурного катания Скарборо под руководством Кэрол Лейн, Джона Лейна и Юрия Разгуляева.

### 2020/2021
Каролан и Шейн получили место на домашнем Гран-при Skate Canada, но соревнования были отменены из-за пандемии. Из-за небольшой травмы, полученной на тренировке они не смогли участвовать в съемках виртуального Skate Canada Challenge и получили пропуск на чемпионат Канады 2021 года. Однако впоследствии чемпионат Канады был отменён.
Пара была названа в качестве запасных на чемпионат мира в Стокгольме. Из-за обязательного двухнедельного карантина в Канаде для вернувшихся спортсменов ни один член мировой сборной не был назначен на командный чемпионат мира, который в апреле состоится в Японии, поэтому Сусисс и Фирус получили возможность выступить на этом турнире. Они заняли шестое место в обоих своих сегментах соревнований, канадская сборная также стала последней.

### 2021/2022
Олимпийский сезон канадский дуэт начал на «Челленджере» Autumn Classic International, где заняли пятое место. На Finlandia Trophy канадцы стали одиннадцатыми, так как в ритм-танце допустили ошибку.
На этапах Гран-при Сусисс и Фирус заняли седьмое место на Skate America. Первоначально пара должна была выступить на китайском этапе  в качестве второго Гран-при, но после его отмены были переведены на итальянский этап. В Италии они также стали седьмыми, а Фирус сказал, что они довольны своим выступлением в произвольном танце.
Выступая на чемпионате Канады, Каролан и Шейн заняли четвертое место. Они также были четвёртыми на чемпионате четырёх континентов.

### 2022/2023: последний сезон в канадской сборной
Первым турниром в новом сезоне для пары стал Nebelhorn Trophy, где Сусисс и Фирус завоевали бронзовую медаль, свою первую международную медаль с 2019 года. Они финишировали восьмыми на Skate America, а затем стали шестыми на Гран-при в Эспоо. На национальном чемпионате они в четвёртый раз заняли четвёртое место.
В июне 2023 года стало известно, что Сусисс и Фирус решили поменять федерацию и будут выступать за Ирландию, где они в этом же месяце выступили на местном чемпионате и стали первой парой, выигравшими титул среди взрослых в истории соревнований.

### 2023/2024: выступления за Ирландию
После смены федерации Каролан и Шейн дебютировали за Ирландию на международных соревнования на Bosphorus Cup, где заняли восьмое место. Они финишировали двенадцатыми на турнире серии «Челленджере» Golden Spin of Zagreb.
Они стали первыми танцорами, представлявшими Ирландию на чемпионате Европы, где заняли тринадцатое место. Перед чемпионатом мира они выиграли бронзовую медаль на Egna Trophy, что стало первой международной медалью Ирландии в танцах на льду. На чемпионате мира они отобрались в произвольный танец и заняли двадцатое место.

## Программы
(с К.Сусисс)
| Сезон     | Ритм-танец | Произвольный танец | Показательные выступления |
| --------- | --- | --- | ------------------------- |
| 2023/2024 | - Ghetto Life Рик Джеймс - Fire and Desire Рик Джеймс и Тина Мари - Super Freak Рик Джеймс хореография Кэрол Лейн, Юрий Разгуляев | - Hier encore - La Bohème Шарль Азнавур хореография Кэрол Лейн, Юрий Разгуляев |                           |
| 2022/2023 | - Самба: Perdiendo el Control De La Ghetto x Marco Acevedo - Румба: Quererte Bonito Elena Rose и Sebastián Yatra - Самба: Concerto de España Perdiendo el Control De La Ghetto x Marco Acevedo хореография Кэрол Лейн, Юрий Разгуляев | - Aloha Ke Akua - Creation’s Daughter - Aloha Ke Akua Nahko and Medicine for the People хореография Кэрол Лейн, Юрий Разгуляев                                                                                     | - Simply the Best Ноа Рид |
| 2021/2022 | - Блюз: What’s Love Got to Do with It Тина Тёрнер - Enough Is Enough Барбра Стрейзанд и Донна Саммер хореография Кэрол Лейн, Юрий Разгуляев                                                                                           | - Hier encore - La Bohème Шарль Азнавур хореография Кэрол Лейн, Юрий Разгуляев |                           |
| 2020/2021 | - Свинг: December, 1963 (Oh, What a Night) The Four Seasons - Фокстрот: Can’t Take My Eyes Off You Фрэнки Валли хореография Мари-Франс Дюбрей, Ромен Агеноэр                                                                          | - It’s Not Unusual - Without Love - She’s a Lady Том Джонс хореография Мари-Франс Дюбрей, Ромен Агеноэр, Кэрол Лейн, Юрий Разгуляев                                                                                |                           |
| 2019/2020 | - Свинг: December, 1963 (Oh, What a Night) The Four Seasons - Фокстрот: Can’t Take My Eyes Off You Фрэнки Валли хореография Мари-Франс Дюбрей, Ромен Агеноэр                                                                          | - It’s Not Unusual - Without Love - Sex Bomb Том Джонс хореография Мари-Франс Дюбрей, Ромен Агеноэр |                           |
| 2018/2019 | - Танго: Felino - Танго - Хип-хоп: Electrotutango хореография Мари-Франс Дюбрей, Ромен Агеноэр | - I Won't Dance - Cheek To Cheek - I Won't Dance Тони Беннетт, Леди Гага хореография Мари-Франс Дюбрей, Ромен Агеноэр - Earned It The Weeknd - Dirty Diana The Weeknd хореография Мари-Франс Дюбрей, Ромен Агеноэр |                           |
| 2017/2018 | - Самба: Bailando - Румба: El Perdedor - Самба: Let Me Be Your Lover Энрике Иглесиас хореография Мари-Франс Дюбрей, Ромен Агеноэр | - I Won't Dance - Cheek To Cheek - I Won't Dance Тони Беннетт, Леди Гага хореография Мари-Франс Дюбрей, Ромен Агеноэр                                                                                              |                           |
| 2016/2017 | - Minnie the Moocher - Soda Pop Робби Уильямс | - Impossible Love Мелоди Гардо - Desde de Alma Освальдо Пульезе - Taquito Militar Ensemble Romulo Larrea, Veronica Larc                                                                                            |                           |

## Спортивные достижения
(с Каролан Сусисс за Ирландию)

CS: Challenger Series
| Соревнования       | 22/23         | 23/24         |
| Международные      | Международные | Международные |
| ------------------ | ------------- | ------------- |
| Чемпионат мира     |               | 20            |
| Чемпионат Европы   |               | 13            |
| CS Golden Spin     |               | 12            |
| Bosphorus Cup      |               | 8             |
| Egna Trophy        |               | 3             |
| Национальные       |               |               |
| Чемпионат Ирландии | 1             |               |

(с Каролан Сусисс за Канаду)

CS: Challenger Series
| Соревнования                             | 16/17 | 17/18 | 18/19 | 19/20 | 20/21 | 21/22 | 22/23 |
| ---------------------------------------- | ----- | ----- | ----- | ----- | ----- | ----- | ----- |
| Чемпионат мира                           |       | 14    |       |       |       |       |       |
| Чемпионат четырёх континентов            |       | 2     |       | 7     |       | 4     |       |
| Этапы Гран-при: Grand Prix of Espoo      |       |       |       |       |       |       | 6     |
| Этапы Гран-при: Internationaux de France |       |       |       | 7     |       |       |       |
| Этапы Гран-при: Gran Premio d'Italia     |       |       |       |       |       | 7     |       |
| Этапы Гран-при: NHK Trophy               |       |       | 5     | 8     |       |       |       |
| Этапы Гран-при: Skate America            |       |       |       |       |       | 7     | 8     |
| Этапы Гран-при: Skate Canada             |       | 7     | 8     |       |       |       |       |
| CS Autumn Classic                        | 7     |       | 3     | 5     |       | 5     |       |
| CS Finlandia Trophy                      |       | 4     | 4     |       |       | 11    |       |
| CS Nebelhorn Trophy                      |       |       |       |       |       |       | 3     |
| CS U.S. Classic                          |       | 5     |       | 3     |       |       |       |
| Cup of Nice                              | 7     |       |       |       |       |       |       |
| Lake Placid Ice Dance International      |       |       |       | 4     |       |       |       |
| Национальные                             |       |       |       |       |       |       |       |
| Чемпионат Канады                         | 4     | 4     | 5     | 3     |       | 4     | 4     |
| Skate Canada Challenge                   | 2     |       |       |       |       |       |       |
| Командные соревнования                   |       |       |       |       |       |       |       |
| World Team Trophy                        |       |       |       |       | 6/6   |       |       |

- * — место в личном зачете/командное место.